# Comes a Time
Comes a Time – album Neila Younga zawierający utwory nagrane w okresie od listopada 1975 r. do listopada 1977 r. i wydany przez firmę nagraniową Reprise w październiku 1978 r.

## Historia i charakter albumu
Album ten jest powrotem Neila Younga do brzmienia jakie osiągnął na płycie Harvest.
Początkowo miał to być album nagrany tylko przez Neila Younga, jednak kierownictwo Reprise zwróciło się do niego z prośbą, czy nie zechciałby do nagranych już utworów dodać sekcji rytmicznej... I tak doszło do rozbudowy warstwy dźwiękowej albumu.
Z płyty tej pochodzą takie klasyczne utwory Younga jak "Goin' Back", "Human Highway" i "Peace of Mind".

## Muzycy
Gone with the Wind Orchestra
- Nicolette Larson – wokal
- Ben Keith – gitara steel
- Carl Himmel – perkusja
- Tim Drummond – gitara basowa
- Spooner Oldham – pianino
- Rufus Thibodeaux – skrzypki (ang. fiddle)
- Joe Osborne – gitara basowa
- Larrie Londin – perkusja
- J.J. Cale – gitara elektryczna
- Farrel Morris – instrumenty perkusyjne
- Grant Boatright – gitara akustyczna
- Bucky Barret – gitara akustyczna
- John Christopher – gitara akustyczna
- Jerry Shook – gitara akustyczna
- Vic Jordan – gitara akustyczna
- Steve Gibbson – gitara akustyczna
- Dale Sellers – gitara akustyczna
- Ray Edenton – gitara akustyczna
- Rita Fay – autoharp
- Shelly Kurland, Stephanie Woolf, Marvin Chantry, Roy Christensen, Gary Vanosdale, Carl Goroditzby, George Binkley, Steve Smith, Larry Harvin, Larry Lasson, Carol Walker, Rebecca Lynch, Virginia Christensen, Maryanna Harvin, George Kosmola, Martha McCrory – skrzypce, wiolonczele itd.

Crazy Horse (4, 5)
- Frank Sampedro – gitara, wokal
- Billy Talbot – gitara basowa, wokal
- Ralph Molina – perkusja, wokal
- Tim Mulligan – saksofon

## Spis utworów
| 1.  | Goin' Back                    | 4:43  |
|     |                               |       |
| 2.  | Comes a Time                  | 3:05  |
|     |                               |       |
| 3.  | Look out for My Love          | 4:06  |
|     |                               |       |
| 4.  | Lotta Love                    | 2:40  |
|     |                               |       |
| 5.  | Peace of Mind                 | 4:06  |
|     |                               |       |
| 6.  | Human Highway                 | 3:09  |
|     |                               |       |
| 7.  | Already One                   | 4:53  |
|     |                               |       |
| 8.  | Field of Opportunity          | 3:08  |
|     |                               |       |
| 9.  | Motorcycle Mama               | 3:08  |
|     |                               |       |
| 10. | Four Strong Winds (Ian Tyson) | 4:07  |
|     |                               |       |
|     |                               | 37:05 |
|     |                               |       |

## Opis płyty
- Producent – Neil Young (wszystkie) David Briggs (3, 4) Tim Mulligan (1, 2, 3, 4, 5, 6, 8, 9, 10) i Ben Keith (1, 2, 5, 6, 7, 9, 10)
- Inżynier dźwięku – Tim Mulligan, Michael Laskow, David Mc Kinley, Danny Hilly, Mike Porter, Denny Purcell, Rich "Hoss" Adler, Ernie Winfrey, Gabby Garcia, Paul Kaminsky
- Mastering – Phil Brown i Stu Roman
- Sudio masteringu – Columbia, Nowy Jork
- Studio – Triad Recording, Fort Lauderdale, Floryda; Columbia Recording Studio, Londyn; Wally Heider Recording Studio, Hollywood; Woodland Sound Studios, Nashville; Sound Shop, Nashville, Broken Arrow Ranch, Redwood City, Kalifornia
- Kierownictwo – Elliot Roberts
- Kierownictwo artystyczne – Tom Wilkes
- Długość – 37 min. 5 sek.
- Fotografie – Coley Coleman
- Remiks – Neil Young, David Briggs i Tim Mulligan (tylko Lotta Love, Look out for My Love)
- Firma nagraniowa – Reprise
- Numer katalogowy – 2266-2

## Listy przebojów

### Album
| Rok  | Lista                    | Pozycja |
| ---- | ------------------------ | ------- |
| 1978 | Billboard. Albumy popowe | 7       |

### Single
| Rok  | Singel              | Lista                    | Pozycja |
| ---- | ------------------- | ------------------------ | ------- |
| 1978 | "Four Strong Winds" | Billboard. Single popowe | 61      |